# U.S. Bombs
U.S. Bombs is een Amerikaanse streetpunkband afkomstig uit Orange County, Californië die is opgericht in 1993 door Duane Peters en Kerry Martinez. Gedurende het grootste gedeelte van het bestaan van de band bestond de formatie uit zanger Duane Peters, gitarist Kerry Martinez, basgitarist Wade Walston en drummer Chip Hanna. U.S. Bombs speelt een soort streetpunk dat flink wordt beïnvloedt door bands als The Clash, Ramones en Sex Pistols.

## Geschiedenis
In 1993 verliet Duane Peters zijn band The Exploding Fuck Dolls en ging hij samenwerken met Kerry Martinez om zo samen een nieuwe band op te richten, genaamd U.S. Bombs. De eerste uitgave van deze band is een single getiteld "Scouts of America" dat werd uitgebracht in 1994 via het label Vinyl Dog Records. De formatie bestond uit zanger Duane Peters, gitarist Kerry Martinez, basgitarist Steve Reynolds en drummer Benny Rapp III. Vervolgens werd het debuutalbum Put Strength in the Final Blow uitgegeven in 1995. Latere heruitgaven van dit album bevatten ook nummers van "Scouts of America".
Na een paar verschillende formaties tijdens de vroege jaren van de band kwam de definitieve formatie uiteindelijk neer op Peters, Martinez, Reynolds, gitarist Chuck Briggs en drummer Alex Gomez. In 1996 werd het tweede studioalbum, getiteld Garibaldi Guard, uitgegeven via Alive Records. Het jaar daarop kwam de ep Nevermind the Opened Minds... Here's the US Bombs uit. Oorspronkelijk had het album zes nummers, maar alle heruitgaven van dit album bevatten vier extra nummers van een promo-cd getiteld U.S. Bombs die de band had opgenomen voor het tweede studioalbum. U.S. Bombs bleef op tournee om muziek te promoten en begon gedurende deze tijd een loyale schare fans te werven.
Wegens een ernstige ziekte waar hij uiteindelijk aan zou bezwijken kon gitarist Chuck Briggs niet meewerken aan het studioalbum. Briggs werd vervangen door Jonny "Two Bags" Wickersham, (van Youth Brigade). The World werd uitgebracht in 1999. De spanningen tussen de bandleden waren hoog opgelopen nadat ze vijf jaar samen achter elkaar hadden getoerd, en na een Europese tour vertrok Duane vertrok om zijn volgende band op te richten, genaamd Duane Peters and the Hunns.
Na een paar uitgaves en enkele tours, moest hij in 2001 met U.S. Bombs terug naar de studio omdat ze nog steeds onder contract stonden voor twee studioalbums bij Hellcat Records. Het eerste resultaat hiervan was het album Back at the Laundromat. Het vijfde studioalbum werd zeer zeer goed ontvangen, en zou het laatste album zijn met drummer Chip Hanna. In 2001 deed de band een concert op het oorspronkelijke Britse Holidays in the Sun-festival in San Francisco, dat zou worden opgenomen en uitgebracht als live-cd en als dvd. Chip verliet de band hierna.
Wederom was het tijd om een nieuw studioalbum voor Hellcat Records op te nemen. Chip werd vervangen door Jamie Reidling, en met de nieuwe gitarist Curt Stich, gingen Peters, Martinez en Walston in 2003 terug naar de studio om het studioalbum Covert Action op te nemen. Na de daaropvolgende tournee zou U.S. Bombs een lange pauze nemen. U.S. Bombs ging in 2006 opnieuw de studio in om het zevende studioalbum van op te nemen. Met Peters, Martinez, Gove, Jaime Reidling en enkele studio-bassisten brachten de band het album We Are the Problem uit via het label Sailor's Grave Records. Tijdens de daaropvolgende tournee werden de partijen van de basgitaar overgenomen door Heiko Schrepel (van One Man Army).
In 2009 en 2010 waren er twee verschillende Europese tours en een paar shows in Californië. Deze shows werden gespeeld door een formatie bestaande uit Duane, Kerry, Wade, Chip en Wickersham. Als tweede gitarist voor Social Distortion was Wickersham echter niet in staat om deel te nemen aan de Europese tournee met U.S. Bombs in 2010. In de zomer van 2011 was de band bezig met een maand durende tour door Europa. Wickersham was nog steeds bezig als gitarist voor Social Distortion en Wade Walston kreeg een schouderoperatie, waardoor de band weer verderging als een kwartet. Later in de zomer deed de band een tour langs de Amerikaanse westkust met Walston terug op bas, waarna de band weer een pauze nam.
In de herfst en winter van 2013 begon de band aan een nieuwe tournee door Europa met aan het eind een paar shows in Californië. Via Facebook werd aangekondigd dat de band een nieuw album zou hebben opgenomen. Het album bevat een niet eerder uitgegeven nummer, enkele eerder uitgebrachte maar moeilijk verkrijgbare nummers en alternatieve versies van een handvol hits van de band. Hierna toonde U.S. Bombs niet veel activiteit meer. In maart 2015 kondigde zanger Peters aan dat de band werd opgeheven.
In het voorjaar van 2017 heeft berichtte Duane Peters via Instagram dat hij U.S. Bombs terug bij elkaar zou krijgen samen met een compleet nieuwe formatie. Politieke, persoonlijke en professionele verschillen tussen de voormalige bandleden veroorzaakten het onvermogen voor hen om het nog eens te worden over een manier om band samen bij elkaar te brengen. Dit was de eerste keer zonder gitarist Kerry Martinez en Peters was nu het enige overgebleven oorspronkelijke lid van de band. In de zomer van dat jaar begon de band aan een nieuwe tour en er was sprake van plannen voor een nieuw studioalbum in 2017 of 2018.

## Discografie
Studioalbums
- Put Strength in the Final Blow (1995, Vinyl Dog records)
- Garibaldi Guard! (1996, Alive Records)
- Nevermind the Opened Minds (1997, Alive Records)
- War Birth (1997, Hellcat Records)
- The World (1999, Hellcat Records)
- Put Strength in the Final Blow (1999, Vinyl Dog Records)
- Back at the Laundromat (2001, Hellcat Records)
- Covert Action (2003, Hellcat Records)
- We Are the Problem (2006, Sailor's Grave Records)